# Parafia Przemienienia Pańskiego w Cielętnikach
Parafia Przemienienia Pańskiego w Cielętnikach – parafia rzymskokatolicka, znajdująca się w archidiecezji częstochowskiej, w dekanacie Gidle.

## Historia
W 1741 w Cielętnikach istniała kaplica dworska prawdopodobnie z osobnym duszpasterzem. W 1767 arcybiskup Władysław Łubieński erygował parafię w Cielętnikach. terytorialnie wydzielona została ona z parafii w Żytnie. Od 1826 proboszcz parafii w  Cielętnikach administrował też parafią w Soborzycach, która z czasem stała się filią Cielętnik. W latach 1902-1925 proboszczowie Cielętnik mieszkali na plebanii w Soborzycach.  
Obecny kościół Przemienienia Pańskiego wybudowany został w 1891, konsekrowany 24 czerwca 1920 przez biskupa Władysława Krynickiego.
23 grudnia 2022 kościół parafialny został wpisany do rejestru zabytków (nr rej. A/1103/22).